# Закшево (Ґрудзьондзький повіт)
Закшево (пол. Zakrzewo) — село в Польщі, у гміні Радзинь-Хелмінський Ґрудзьондзького повіту Куявсько-Поморського воєводства.
Населення — 327 осіб (2011).
У 1975-1998 роках село належало до Торунського воєводства.

## Демографія
Демографічна структура станом на 31 березня 2011 року:
|          | Загалом | Допрацездатний вік | Працездатний вік | Постпрацездатний вік |
| -------- | ------- | ------------------ | ---------------- | -------------------- |
| Чоловіки | 166     | 53                 | 107              | 6                    |
| Жінки    | 161     | 38                 | 100              | 23                   |
| Разом    | 327     | 91                 | 207              | 29                   |